# The Getaway: Black Monday
The Getaway: Black Monday (2004) är ett datorspel och uppföljaren till The Getaway och det är utvecklat av Studio London. Här får man spela med tre figurer. Man kan även ändra slutet genom olika beslut i spelet.

## Handling
I spelet varieras figurernas uppdrag. Man får spela som Ben Mitchell, en tystlåten polis inom Londons nya specialstyrka, Eddie O'Connor, en rånare, och Samantha Thompson, en data-expert som har tillbringat lång tid på ungdomsanstalt.

## Figurer
- Ben Mitchell - Polisen
- Eddie O'Connor - Rånaren
- Samantha Thompson - Hackern
- Viktor Skobel - Den onde mannen
- Zara Skobel - Inte så viktig i spelet
- Nadya - Viktors assistent
- The Dentist - Viktors högra hand
- Jackie Phillips - Journalist
- Levi - Rik och jobbig man
- Munroe - Mitchells chef
- Danny - Eddies vän och hjärnan bakom rånen